# Marc Antoine Augustin Gaudin

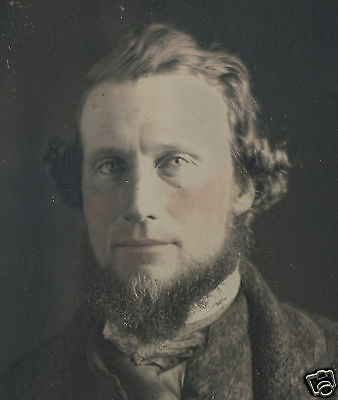
Marc Antoine Augustin Gaudin

Marc Antoine Augustin Gaudin (* 5. April 1804 in Saintes; † 2. August 1880 in Paris) war ein französischer Chemiker.

## Leben und Karriere
Gaudin war ein Kaufmannssohn und er war in Paris ein Schüler von André-Marie Ampère und Jean-Baptiste Dumas. Von 1835 bis 1864 arbeitete er als Rechner im Pariser Bureau des Longitudes. 
Seine wissenschaftlichen Interessen umfassten Photographie, Mineralogie und Chemie. Er war der erste Chemiker, dem es gelang, künstliche Rubine herzustellen, wobei er ein Knallgasgemisch verwendete. Von besonderer technischer Bedeutung war die ihm erstmals im Jahr 1837 gelungene Herstellung von Glas aus reinem Quarz. Üblicherweise wird Glas als erstarrte, nicht auskristallisierte Schmelze aus verschiedenen Komponenten hergestellt. Bei Einkomponentenglas aus Quarz, also reiner Kieselsäure, liegt der Schmelzpunkt wesentlich höher. Zusätzlich erfordert seine Herstellung eine größere Reinheit des Ausgangsmaterials. Das von Gaudin produzierte Quarzglas zeichnet sich durch besonders vorteilhafte Eigenschaften aus: extreme Hitzebeständigkeit, geringe Wärmedehnung und hohe UV-Durchlässigkeit. Es bewährt sich besonders als Material für Hochtemperatur-Thermometer mit einem Messbereich bis zu 1000 °C. Durch seine besonderen Eigenschaften erlangte das von Gaudin hergestellte Spezialglas in der Technik große Bedeutung.
Gaudins wissenschaftliches Hauptaugenmerk galt aber dem Versuch, chemische Phänomene durch die räumliche Anordnung von Atomen in Molekülen (und von Molekülen in Kristallen) zu erklären. Gaudin schloss aus dem Avogadroschen Gesetz schon 1833 in einem Aufsatz auf die Existenz von Atomen und Molekülen mit der korrekten Vorhersage, dass Wasserstoff und Sauerstoff als zweiatomige Moleküle im Gaszustand vorliegen. Das setzte sich im Allgemeinen erst um 1860 mit den Arbeiten von Stanislao Cannizzaro durch. Seine Beiträge bauten auf Vorarbeiten von Ampère auf und versuchten, chemische Verbindungen durch geometrische Überlegungen und Bildung polyhedraler Moleküle zu verstehen. Gaudin gab auch das korrekte Atomgewicht von 23 Elementen an. Er fasste seine sich über vierzig Jahre erstreckenden Forschungen im 1873 publizierten Werk L'architecture du monde des atomes zusammen. Zu seinen Lebzeiten fanden Gaudin und seine Theorien wenig wissenschaftliche Anerkennung.
Mit seinem jüngeren Bruder Alexis befasste er sich mit Fotografie und Stereoskopie. Er selbst war überwiegend wissenschaftlich tätig, sein Bruder befasste sich damit geschäftlich, hatte einen Fotoladen und gab 1851 bis 1867 die Zeitschrift La Lumière heraus. Auch der dritte Bruder, Charles, war im Fotogeschäft tätig. In Erinnerung an Marc Antoine Augustin Gaudins fotografische Pionierleistungen trägt der Gaudin Point seinen Namen, eine Landspitze an der Westküste der Antarktischen Halbinsel.

## Schriften
- Traité pratique de photographie, Paris, J.-J. Dubochet, 1844
- Recherches sur les groupements des atomes dans les molécules, 1847
- Resumé géneral du daguerrréotype, 1852
- Vade mecum du photographe : notice abrégée du daguerréotype et de la photographie sur papier, avec un répertoire de chimie et physique et un formulaire, Paris: Poitevin 1861, Gallica
- Réflexions d'un chimiste philosophe sur les maladies épidémiques, la fièvre des marais, la fièvre jaune, la fièvre typhoïde, la variole, le choléra, la peste, etc., Paris: Charles Gaudin 1866, Gallica
- L'architecture du monde des atomes. Gauthier-Villars, Paris 1873, Gallica